# Lukáš Rosol
Lukáš Rosol, né le 24 juillet 1985 à Brno, est un joueur de tennis tchèque, professionnel de 2004 à 2023.
Son meilleur classement en simple est 26e mondial, obtenu le 22 septembre 2014. Lors de l'édition 2012 du tournoi de Wimbledon, il réalise l'exploit d'éliminer le numéro 2 mondial Rafael Nadal au deuxième tour (69-7, 6-4, 6-4, 2-6, 6-4).

## Carrière
Le 28 juin 2012 à Wimbledon, il réalise un immense exploit en éliminant Rafael Nadal, no 2 mondial et double vainqueur de Wimbledon, dès le 2e tour au terme d'un match en 5 manches (6-7, 6-4, 6-4, 2-6, 6-4). Il perd la rencontre suivante en trois sets face à Philipp Kohlschreiber.
Le 2 février 2013, avec Tomáš Berdych en Coupe Davis, il bat la paire suisse composée de Stanislas Wawrinka et de Marco Chiudinelli (6-4, 5-7, 6-4, 63-7, 24-22) au terme d'un match de 7 h 1.
Le 28 avril 2013, il gagne son premier titre ATP en battant Guillermo García-López en deux sets (6-3, 6-2) à Bucarest.
En 2014, il atteint deux finales, toutes deux sur terre, à Bucarest et à Stuttgart.
Il a remporté 9 titres Challenger en simple : Košice en 2008, Bergame en 2009, Ostrava en 2010, Prague et Brunswick en 2011, Bratislava en 2012, Irving et Prague en 2014 et Prague en 2018.
Il a battu 4 joueurs classés dans le top 10 mondial dans sa carrière : le no 8 Jürgen Melzer en 2011, le no 2 Rafael Nadal en 2012 (à Wimbledon en 3 sets gagnants) et le no 10 Jo-Wilfried Tsonga en 2015 et en 2016.
Classé 149e mondial quand il se présente à Roland-Garros en 2019, il s'incline au premier tour devant le Sud-Africain 90e mondial Lloyd Harris en cinq sets (1-6, 6-4, 6-2, 1-6, 2-6).
Le 4 avril 2024, il annonce la fin de sa carrière après 20 ans sur les courts.

## Palmarès

### Titres en simple (2)
| No | Date       | Nom et lieu du tournoi              | Catégorie | Surface      | Finaliste              | Score          |          |
| -- | ---------- | ----------------------------------- | --------- | ------------ | ---------------------- | -------------- | -------- |
| 1  | 22/04/2013 | BRD Nastase Tiriac Trophy, Bucarest | ATP 250   | Terre (ext.) | Guillermo García-López | 6-3, 6-2       | Parcours |
| 2  | 18/08/2014 | Winston-Salem Open, Winston-Salem   | ATP 250   | Dur (ext.)   | Jerzy Janowicz         | 3-6, 7-63, 7-5 | Parcours |

### Finales en simple (2)
| No | Date       | Nom et lieu du tournoi              | Catégorie | Surface      | Vainqueur             | Score         |          |
| -- | ---------- | ----------------------------------- | --------- | ------------ | --------------------- | ------------- | -------- |
| 1  | 21/04/2014 | BRD Nastase Tiriac Trophy, Bucarest | ATP 250   | Terre (ext.) | Grigor Dimitrov       | 7-62, 6-1     | Parcours |
| 2  | 07/07/2014 | Mercedes Cup, Stuttgart             | ATP 250   | Terre (ext.) | Roberto Bautista-Agut | 6-3, 4-6, 6-2 | Parcours |

### Titres en double (3)
| No | Date       | Nom et lieu du tournoi        | Catégorie | Surface      | Partenaire       | Finalistes                            | Score     |          |
| -- | ---------- | ----------------------------- | --------- | ------------ | ---------------- | ------------------------------------- | --------- | -------- |
| 1  | 02/01/2012 | Qatar ExxonMobil Open Doha    | ATP 250   | Dur (ext.)   | Filip Polášek    | Christopher Kas Philipp Kohlschreiber | 6-3, 6-4  | Parcours |
| 2  | 14/10/2013 | Erste Bank Open Vienne        | ATP 250   | Dur (int.)   | Florin Mergea    | Julian Knowle Daniel Nestor           | 7-5, 6-4  | Parcours |
| 3  | 21/07/2014 | Vegeta Croatia Open Umag Umag | ATP 250   | Terre (ext.) | František Čermák | Dušan Lajović Franko Škugor           | 6-4, 7-65 | Parcours |

## Parcours dans les tournois duGrand Chelem

### En simple
| Année | Open d'Australie | Open d'Australie | Internationaux de France | Internationaux de France | Wimbledon       | Wimbledon            | US Open         | US Open          |
| ----- | ---------------- | ---------------- | ------------------------ | ------------------------ | --------------- | -------------------- | --------------- | ---------------- |
| 2010  | —                | —                | —                        | —                        | —               | —                    | 1er tour (1/64) | Tommy Robredo    |
| 2011  | —                | —                | 3e tour (1/16)           | J. I. Chela              | —               | —                    | 1er tour (1/64) | Vasek Pospisil   |
| 2012  | 1er tour (1/64)  | P. Petzschner    | 2e tour (1/32)           | Juan Mónaco              | 3e tour (1/16)  | P. Kohlschreiber     | —               | —                |
| 2013  | 2e tour (1/32)   | Milos Raonic     | 2e tour (1/32)           | Fabio Fognini            | 1er tour (1/64) | Julian Reister       | 1er tour (1/64) | Benjamin Becker  |
| 2014  | 1er tour (1/64)  | Tommy Robredo    | 1er tour (1/64)          | Jiří Veselý              | 2e tour (1/32)  | Rafael Nadal         | 1er tour (1/64) | Borna Ćorić      |
| 2015  | 2e tour (1/32)   | Dudi Sela        | 3e tour (1/16)           | T. Gabashvili            | 2e tour (1/32)  | Pablo Andújar        | 2e tour (1/32)  | P. Kohlschreiber |
| 2016  | 3e tour (1/16)   | S. Wawrinka      | 1er tour (1/64)          | S. Wawrinka              | 1er tour (1/64) | Sam Querrey          | 1er tour (1/64) | Andy Murray      |
| 2017  | —                | —                | —                        | —                        | 2e tour (1/32)  | Gilles Müller        | —               | —                |
|       |                  |                  |                          |                          |                 |                      |                 |                  |
| 2019  | —                | —                | 1er tour (1/64)          | Lloyd Harris             | —               | —                    | —               | —                |
|       |                  |                  |                          |                          |                 |                      |                 |                  |
| 2022  | —                | —                | —                        | —                        | 1er tour (1/64) | Nikoloz Basilashvili | —               | —                |

N.B. : à droite du résultat se trouve le nom de l'ultime adversaire.

### En double messieurs
| Année | Open d'Australie             | Open d'Australie          | Internationaux de France     | Internationaux de France | Wimbledon                   | Wimbledon                      | US Open                    | US Open                    |
| ----- | ---------------------------- | ------------------------- | ---------------------------- | ------------------------ | --------------------------- | ------------------------------ | -------------------------- | -------------------------- |
| 2011  | —                            | —                         | —                            | —                        | 1er tour (1/32) Lukáš Lacko | J. Benneteau N. Mahut          | 1er tour (1/32) C. Berlocq | S. Bolelli F. Fognini      |
| 2012  | 1er tour (1/32) R. Machado   | S. Bolelli F. Fognini     | —                            | —                        | 2e tour (1/16) M. Kukushkin | J. Cerretani É. Roger-Vasselin | —                          | —                          |
| 2013  | 1er tour (1/32) V. Troicki   | F. Cipolla A. Seppi       | 1er tour (1/32) M. Kowalczyk | M. Llodra N. Mahut       | 2e tour (1/16) D. Brands    | R. Bopanna É. Roger-Vasselin   | 1er tour (1/32) F. Mergea  | R. Bautista D. Gimeno      |
| 2014  | 1er tour (1/32) L. Dlouhý    | L. Paes R. Štěpánek       | 1er tour (1/32) D. Istomin   | A. Peya B. Soares        | 2e tour (1/16) A. Begemann  | J. Benneteau É. Roger-Vasselin | 2e tour (1/16) M. Emmrich  | G. García Philipp Oswald   |
| 2015  | 1er tour (1/32) P. Gojowczyk | O. Marach M. Venus        | 1/4 de finale Radu Albot     | S. Bolelli F. Fognini    | 1er tour (1/32) M. Kližan   | J.-J. Rojer Horia Tecău        | 1er tour (1/32) M. Kližan  | F. Delbonis D. Schwartzman |
| 2016  | 1er tour (1/32) I. Zelenay   | Steve Johnson Sam Querrey | 2e tour (1/16) R. Berankis   | T. C. Huey Max Mirnyi    | 2e tour (1/16) M. Jaziri    | Bob Bryan Mike Bryan           | —                          | —                          |

N.B. : le nom du partenaire se trouve sous le résultat ; le nom des ultimes adversaires se trouve à droite.

### En double mixte
| Année | Open d'Australie | Open d'Australie | Internationaux de France | Internationaux de France | Wimbledon                       | Wimbledon                    | US Open | US Open |
| ----- | ---------------- | ---------------- | ------------------------ | ------------------------ | ------------------------------- | ---------------------------- | ------- | ------- |
| 2014  | -                | -                | -                        | -                        | 1er tour (1/32) Klára Koukalová | Belinda Bencic Martin Kližan | -       | -       |

N.B. : le nom de la partenaire se trouve sous le résultat ; le nom des ultimes adversaires se trouve à droite.

## Parcours dans lesMasters 1000
| Année | Indian Wells             | Miami                  | Monte-Carlo              | Madrid                | Rome                | Canada            | Cincinnati             | Shanghai            | Paris              |
| ----- | ------------------------ | ---------------------- | ------------------------ | --------------------- | ------------------- | ----------------- | ---------------------- | ------------------- | ------------------ |
| 2012  | 1er tour T. Bellucci     | 3e tour K. Nishikori   | —                        | —                     | —                   | —                 | —                      | —                   | —                  |
| 2013  | 1er tour L. Hewitt       | 2e tour N. Djokovic    | —                        | —                     | 1er tour V. Troicki | 1er tour A. Seppi | 1er tour M. Granollers | 2e tour D. Ferrer   | 2e tour D. Ferrer  |
| 2014  | 2e tour A. Murray        | 1er tour D. Thiem      | 1/8 de finale R. Federer | 1er tour J. Chardy    | 2e tour Ivan Dodig  | —                 | —                      | 1er tour D. Thiem   | 1er tour D. Goffin |
| 2015  | 1/8 de finale T. Berdych | 3e tour D. Ferrer      | 1er tour B. Tomic        | 1er tour J.-W. Tsonga | 1er tour J. Chardy  | 2e tour E. Gulbis | 1er tour G. Dimitrov   | —                   | 2e tour R. Nadal   |
| 2016  | 1er tour A. Mannarino    | 1er tour P.-H. Herbert | 1er tour A. Bedene       | —                     | —                   | —                 | —                      | 1er tour V. Troicki | —                  |

N.B. : sous le résultat se trouve le nom de l’ultime adversaire.

## Victoires sur le top 10
Toutes ses victoires sur des joueurs classés dans le top 10 de l'ATP lors de la rencontre.
| Légende      |
| Grand Chelem |
| Masters 1000 |
| ATP 500      |
| ATP 250      |
| Coupe Davis  |

| # | L.R.   | Tournoi       | Année | Surface      | Adversaire         | Rang  | Tour | Score                     |
| - | ------ | ------------- | ----- | ------------ | ------------------ | ----- | ---- | ------------------------- |
| 1 | no 111 | Roland-Garros | 2011  | Terre battue | Jürgen Melzer      | no 8  | 1/32 | 64-7, 6-4, 4-6, 7-63, 6-4 |
| 2 | no 100 | Wimbledon     | 2012  | Gazon        | Rafael Nadal       | no 2  | 1/32 | 69-7, 6-4, 6-4, 2-6, 6-4  |
| 3 | no 78  | Vienne        | 2015  | Dur (int.)   | Jo-Wilfried Tsonga | no 10 | 1/8  | 6-4, 3-6, 6-1             |
| 4 | no 78  | Coupe Davis   | 2016  | Dur (int.)   | Jo-Wilfried Tsonga | no 10 | 1/4  | 6-4, 3-6, 4-6, 7-68, 6-4  |

## Classements ATP en fin de saison
| Année          | 2002 | 2003 | 2004 | 2005 | 2006 | 2007 | 2008 | 2009 | 2010 | 2011 | 2012 | 2013 | 2014 | 2015 | 2016 | 2017 | 2018 | 2019 | 2020 | 2021 | 2022 | 2023 |
| Rang en simple | 1345 | 1324 | –    | 627  | 321  | 261  | 178  | 148  | 164  | 70   | 74   | 47   | 31   | 55   | 113  | 203  | 142  | 182  | 199  | 271  | 219  | 879  |
| Rang en double | 1535 | 1299 | 1752 | 465  | 342  | 126  | 195  | 184  | 189  | 165  | 128  | 72   | 39   | 91   | 128  | 334  | 264  | 835  | 236  | 305  | 284  | 1024 |

Source : (en) Classements de Lukáš Rosol sur le site officiel de la Fédération internationale de tennis

## Vie privée
Il était marié à l'athlète Denisa Rosolová. Ils divorcèrent en 2011.